# Heinz Wewering

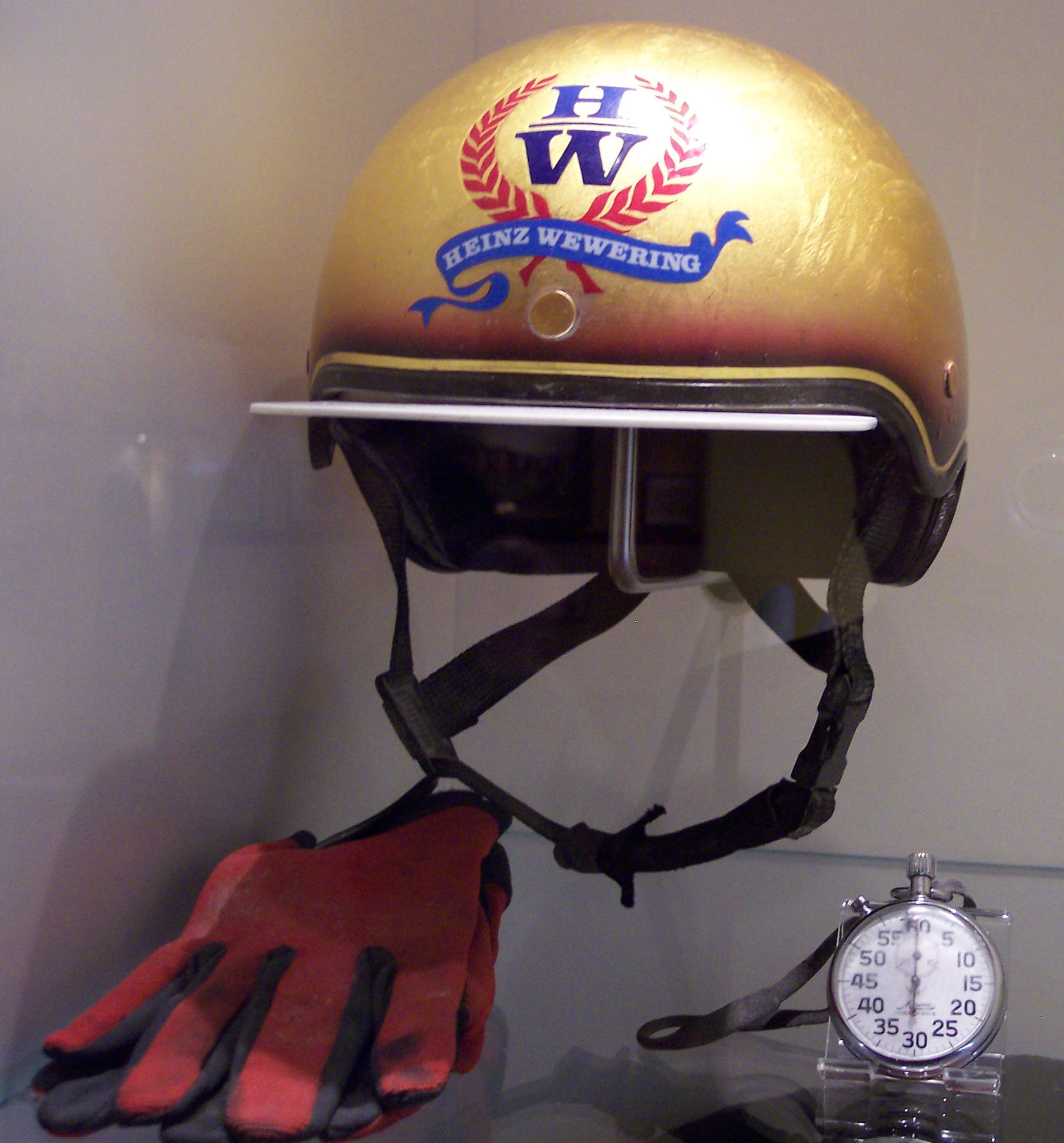
Heinz Wewerings Goldhelm im Westfälischen Pferdemuseum Münster

Heinz Wewering (* 28. Januar 1950 in Albachten bei Münster) ist ein deutscher Trabrennsportler.

## Leben
Am 1. April 1964 begann Heinz Wewering eine dreijährige Ausbildung im Trabergestüt von Erich Speckmann in Everswinkel. Nach der Zwischenprüfung durfte er seit 1965 an Rennen teilnehmen. Ende Mai 1965 gab es erste Platzierungen, am 13. September 1965 erfolgte mit Morgan vom Veeinghof (Gestüt Messmann) der erste Sieg. 1967 legte Wewering die Berufsfahrerprüfung ab. In 51 Jahren bestritt er über 51.000 Trabrennen. Seit 1977 gewann er 29 Mal in Serie den Goldenen Helm als deutscher Champion der Fahrer, zeitgleich wurde er 28 Mal Champion der Berufstrabrenntrainer. Vier Mal siegte Wewering bei Europameisterschaften, 1993 und 1997 gewann er zudem die Weltmeisterschaften. Auf der Trabrennbahn Recklinghausen gewann er am 10. März 1995 neun Rennen an einem Abend, ein bis heute von keinem anderen Fahrer eingeholter Rekord. Am 18. Juni 2003 gelang ihm sein 14.899. Sieg. Mit diesem Weltrekord wurde Wewering zum erfolgreichsten Trabrennfahrer aller Zeiten.
Seit Mitte 2006 war Wewering in Italien beschäftigt und hat sein Gestüt in Deutschland aufgegeben. Am 22. August 2006 konnte er hier auch seinen 16.000. Sieg feiern. Anfang 2008 kam Wewering wieder zurück nach Deutschland, wo er bis Juli 2010 als Cheftrainer bei Marion Jauss angestellt war. Seit dem 1. August 2010 war Wewering Cheftrainer bei Ulrich Mommert, dem Vorsitzenden des Rennvereins der Trabrennbahn Mariendorf in Berlin, und seiner Frau, der Amateurfahrerin Karin Walter-Mommert. Er wurde im April 2012 entlassen.

## Familie
Heinz Wewering hat einen Sohn und eine Tochter. Sein Sohn Oliver fuhr mehrere Jahre Trabrennen; Höhepunkt seiner Fahrerkarriere war der Sieg im Deutschen Traber Derby 1999. Wewerings Tochter Marie-Charlott absolvierte im Jahr 2008 die Prüfung als Amateurfahrerin und fährt seither auch Trabrennen.

## Auszeichnungen
- 1993 – Verdienstorden des Landes Nordrhein-Westfalen[5]
- 1993 – Bürger des Ruhrgebiets des Vereins pro Ruhrgebiet
- 2005 – Karnevalsorden Suum cuique der Karnevalsgesellschaft Poahlbürger 1948 e. V. in Recklinghausen
- 2011 – Aufnahme in die Hall of Fame des deutschen Trabrennsports[6]